# پایگاه هوایی حفاظت ملی مک‌گی تایسن
پایگاه هوایی حفاظت ملی مک‌گی تایسن (به انگلیسی: McGhee Tyson Air National Guard Base) یک فرودگاه است . این فرودگاه در کشور ایالات متحده آمریکا قرار دارد .